# Farbauti
Pogledajte također Farbauti (mjesec).
Farbauti (stnord. Fárbauti = "okrutni udarač") je div u nordijskoj mitologiji. Njegovo ime svjedoči o njegovoj snazi i okrutnosti. Po njemu je nazvan jedan mjesec planeta Saturna.

## Obitelj
Nije poznato tko su Farbautijevi roditelji, ali oni su očito divovi. On je oženio divicu Laufej. Rodila mu je boga vatre Lokija te divove Helblindija i Bileista. Farbauti je začeo Lokija na ovaj način - bacio je munju na svoju suprugu, i ona je zatrudnjela. Preko Lokija, koji je završio u okovima zbog svojih zlodjela, Farbauti je djed vuka Fenrira, zmije Jormunganda, božice Hele te bogova Narfija i Valija. 

## Teorije
Postoji teorija da je Farbauti zapravo drugo ime za Bergelmira, diva koji je preživio opći potop te je sa svojom ženom stvorio novu rasu divova. 
Prema Axelu Kocku, mit o rođenju Lokija nakon što je Farbauti munjom pogodio svoju ženu može se protumačiti ovako: munja (Farbauti) udara lišće (Laufej) ili borove iglice (Nal) i stvara vatru (Loki).

## Vanjske poveznice
- Farbauti  Arhivirana inačica izvorne stranice od 31. prosinca 2009. (Wayback Machine)
- Farbauti
- Farbauti  Arhivirana inačica izvorne stranice od 8. lipnja 2011. (Wayback Machine)